# 尤尼昂鎮區 (印地安納州拉什縣)
尤尼昂鎮區（英語：Union Township）是位於美國印地安納州拉什縣的一個行政鎮區。

## 地方資料
根據2010年美國人口普查的數據，尤尼昂鎮區的面積為92.00平方千米，當中陸地面積為92.00平方千米，而水域面積為0.00平方千米。當地共有人口765人，而人口密度為每平方千米8.32人。

## 地理信息

### 未合并城镇
- Fairview at 39°41′08″N 85°18′04″W / 39.6856023°N 85.3010780°W
- Falmouth at 39°42′03″N 85°18′04″W / 39.7008798°N 85.3010781°W
- Farmington at 39°37′05″N 85°21′32″W / 39.6181028°N 85.3588570°W
- Gings at 39°40′15″N 85°22′15″W / 39.6708799°N 85.3708021°W
- Mauzy at 39°37′26″N 85°20′18″W / 39.6239361°N 85.3383008°W